# António João Neto
António João Neto (Luanda, 10 de outubro de 1971), conhecido por António Neto, Miúdo Neto ou apenas Neto, é um ex-futebolista angolano que atuava como zagueiro.
Jogou toda sua carreira no Primeiro de Agosto, entre 1990 e 2002, tendo vencido o Girabola em 5 oportunidades, além de ter conquistado um bicampeonato da Taça de Angola e 6 Supertaças.

## Seleção Angolana
Pela Seleção Angolana, António Neto disputou 60 entre 1994 e 2001, marcando um gol.
Fez parte do elenco que jogou a Copa Africana de Nações de 1996, atuando nos 3 jogos dos Palancas Negras na competição. Ele também participou da edição de 1998, novamente disputando os 3 jogos da campanha angolana, que assim como em 1996, caiu na fase de grupos.
Sua despedida da seleção foi num amistoso contra Portugal, em novembro de 2001, que terminou com vitória europeia por 5 a 1. A partida foi marcada pela violência dos jogadores angolanos: 4 levaram cartão vermelho (Franklin, Wilson, Yamba Asha e o próprio António Neto) e Hélder Vicente simulou uma lesão, forçando o encerramento.

## Títulos
Primeiro de Agosto
- Girabola: 1991, 1992, 1996, 1998, 1999
- Taça de Angola: 1990, 1991
- Supertaça de Angola: 1991, 1992, 1997, 1998, 1999, 2000

Seleção Angolana
- Copa COSAFA: 2001